# ウィンター・ローズ
『ウィンター・ローズ』（Misunderstood）は、1984年のアメリカ映画。
フロレンス・モントゴメリー原作の1966年のイタリア映画『天使の詩』をリメイクした作品。母親の死をきっかけに父と子供が断絶しながらも和解までを描く感動の映画。

## スタッフ
- 監督・脚本：ジェリー・シャッツバーグ
- 製作：タラク・ベン・アマール
- 原作：フロレンス・モントゴメリー
- 脚本：マーシャ・ノーマン
- 撮影：パスクァリーノ・デ・サンティス
- 音楽：マイケル・ホッペ

## キャスト
- ジーン・ハックマン：ネッド
- ヘンリー・トーマス：アンドリュー
- ハックルベリー・フォックス：マイルズ
- スーザン・アンスパック：リリー
- リップ・トーン：ウィル